# Canon EOS D2000
DCS 3 D30
Le Canon EOS D2000 (un Kodak DCS 520 estampillé Canon) est un appareil photographique reflex numérique au format APS-C de 2 mégapixels développé par Kodak sur un boîtier argentique Canon EOS-1N. Il est sorti en mars 1998. Il possède un capteur CCD et peut prendre des vues à 3,5 images par seconde. Beaucoup de passionnés considèrent le D2000 comme le premier reflex numérique Canon vraiment utilisable. Il a été introduit en même temps que l'EOS D6000 (un Kodak DCS 560 rebaptisé), un modèle à 6 mégapixels.
Comme son prédécesseur, l'EOS DCS 3, le D2000 utilise un boîtier EOS-1 N avec un dos numérique (en) Kodak. Cependant, le dos numérique a été complètement reconçu, étant mieux intégré dans le boîtier, utilisant un capteur au format APS-C à plus haute définition, ajoutant un deuxième emplacement pour carte PCMCIA, remplaçant l'interface SCSI par une interface IEEE 1394 et ajoutant un écran couleur pour visualiser les images prises, une fonctionnalité qui manquait sur le DCS 3 et sur le modèle haut de gamme DCS 1. D'autres améliorations incrémentales telles qu'une vitesse de rafale plus élevée et une batterie rechargeable amovible ont été faites.